# Webzen
Webzen é uma empresa Sul-coreana, desenvolvedora e publidadora de jogos eletronicos. A empresa, juntamente com suas subsidiárias, também se envolve em licenciamento de software e serviços em todo o mundo.

## História
Webzen iniciou sua historia em abril de 2000, seu primeiro jogo MU Online foi lançado oficialmente em novembro de 2001, em dezembro do mesmo ano  ganhava o terceiro lugar (jogos online) e o premio especial (gráficos) no Korea Game Awards.  
Se fundiu com NHN Games, que foi dissolvida com a fusão, em 7 de julho de 2010,  Em 26 de janeiro de 2011 adquiriu a Ymir Games e se tornou proprietário do MMORPG Metin2.
A linha de jogos da empresa inclui outros títulos como Archlord 2, MU: eX 700 - MU Online , Continent of the Ninth (C9): PvP Global Championship
Em 1 de julho de 2012, o serviço global de C9 começou. Com o lançamento do C9, Webzen anunciou que o C9 and Arctic Combat World Championship iria começar, onde jogadores de todo o mundo competem para ser o melhor nos jogos. As finais foram realizadas no G-Star 2012 Expo em 10 de novembro de 2012.
Em 6 de dezembro de 2012, A distribuição global de Arctic Combat foi iniciada. Com distribuição via Steam também foi incluso. Este serviço foi encerrado em 2013.

## Modelo de negócio
Os jogos da Webzen são gratuitos para jogar, mas possuem um sistema de micro-transações para gerar receita. essas micro-transações não são necessárias para a funcionalidade principal do jogo, porem podem dar um realce considerável à habilidade ou estética do jogador.

## Prêmios e conquistas
Em agosto de 2012 Webzen ganhou o premio de jogo do mês pela MPOGD com o jogo Continent of the Ninth (C9).